# Batisite
La batisite è un minerale.